# Kanton Échirolles-Est
Der Kanton Échirolles-Est ist ein ehemaliger, von 1985 bis 2015 bestehender französischer Wahlkreis im Arrondissement Grenoble, im Département Isère und in der Region Rhône-Alpes. Er umfasste zwei Gemeinden, Hauptort war Échirolles.

## Gemeinden
| Gemeinde   | Einwohner Jahr | Fläche km² | Bevölkerungsdichte | Code INSEE | Postleitzahl |
| ---------- | -------------- | ---------- | ------------------ | ---------- | ------------ |
| Bresson    | 685 (2013)     | –          | – Einw./km²        | 38057      | 38130        |
| Échirolles | 35.684 (2013)  | –          | – Einw./km²        | 38151      | 38320        |

Nur der östliche Teil von Échirolles war Teil des Kantons.